# Federació Republicana Socialista de l'Empordà
La Federació Republicana Socialista de l'Empordà (FRSE) va ser una organització federal creada a Figueres el 1930 per coordinar les forces republicanes de l'Alt Empordà. Liderada per Josep Puig Pujades i Marià Pujolar, defensava la llibertat nacional, la democràcia i el progrés social. El 1931 es va adherir a Esquerra Republicana de Catalunya i va tenir Empordà Federal com a portaveu.